# Mosler Automotive
 (février 2012).
Si vous disposez d'ouvrages ou d'articles de référence ou si vous connaissez des sites web de qualité traitant du thème abordé ici, merci de compléter l'article en donnant les références utiles à sa vérifiabilité et en les liant à la section « Notes et références ».
Mosler Automotive est une entreprise américaine fabriquant des supercars. Elle a été fondée en 1985 par Warren Mosler sous le nom de Consulier Industries, et fabriquait la Consulier GTP.

Les rares modèles existant à ce jour coûte 200 000 € min, il n'en existe que 100 : les MT900.

## Histoire
En 1985, Warren Mosler, un trader qui a réussi un hedge fund avec 5 milliards de dollars sous gestion, a fondé une société appelée Consulier Industries et a commercialisé la Consulier GTP. Elle utilisait un moteur 4 cylindres en ligne Chrysler turbocompressé de 2,2 L produisant 174 chevaux. Le châssis monocoque était en fibre de verre.
Mosler était si confiant dans l'exercice de sa création qu'il offrait une prime de 25 000 $ à quiconque pourrait piloter une voiture de production de série sur n'importe quel circuit des États-Unis en battant une GTP. Le magazine Car & Driver a relevé le défi, la course entre une Chevrolet Corvette et la Consulier GTP se fit sur l'hippodrome Chrysler Proving Grounds à Chelsea, au Michigan. Antoine et Csaba Csere firent trois tours chacun avec la Corvette et la Consulier GTP série I Sport. Tous deux avaient des chronos similaires avec les voitures, avec le meilleur tour de la Corvette à 1'21"01 et la Consulier à 1'22"56. Ils ont déclaré que le Consulier était "difficile à gérer", avec des freins "anémiques".
Face à ce test, Mosler déclara que la voiture d'essai était plus âgée et usée que la Corvette. En fait, la Consulier obtenue par Car & Driver avait été empruntée à une école d'un pilotage : elle portait des pneus et plaquettes de freins usés et n'avait pas de garnitures intérieures. Mosler proposa d'envoyer son pilote d'essai avec des plaquettes de frein neuves pour la voiture, offrant 25 000 dollars si la Consulier ne tournait pas plus rapidement que la Corvette sur le circuit. Car & Driver refusa, disant que le pilote pourrait faire la différence. Mosler proposa qu'ils utilisent n'importe quel pilote pour leur voiture et soient payés même s'ils perdaient la course. Car & Driver déclina l'offre et publia ensuite un article négatif où il ridiculisait l'intérieur de la GTP et comparait l'ajustement global à une Datsun ZX, affirmant également que Mosler manquait à sa promesse. Pour sauver la face, Mosler releva la prime du défi à 100 000 $, qui fut plus tard remporté par Chet Filip, à la course sur route Sebring. La GTP Consulier poursuivit sa carrière avec succès lors de nombreuses courses durant les six années suivantes, avant d'être interdite par l'IMSA en 1991. Au total, 100 GTPS Consulier ont été produites.

## Logo Evolutionon
Depuis sa création en 1867, le logo de Mosler est resté cohérent dans ses éléments de base, en gardant le nom de la marque au centre. Au milieu du XXe siècle, le logo a subi quelques modifications mineures de police et de présentation, reflétant une identité d'entreprise plus moderne. Cependant, même avec ces mises à jour, le logo de Mosler ne s'est jamais éloigné de son design original et fort, conservant une association claire avec la sécurité et la fiabilité.
La simplicité du logo et la typographie solide symbolisent l'engagement de l'entreprise à protéger les objets de valeur. En évitant toute fioriture visuelle inutile, Mosler a projeté une image de fiabilité et de concentration. L'absence d'éléments de conception élaborés a renforcé la réputation de la marque en matière de sécurité inébranlable, de durabilité et de confiance dans ses produits.

## Modèles de voitures
En 2000 sont sorties les premières MT900